# Agua Zarca, Michoacán de Ocampo
Agua Zarca är en ort i Mexiko.   Den ligger i kommunen Tancítaro och delstaten Michoacán de Ocampo, i den södra delen av landet, 300 km väster om huvudstaden Mexico City. Agua Zarca ligger 1 653 meter över havet och antalet invånare är 587.
Terrängen runt Agua Zarca är huvudsakligen kuperad, men åt sydväst är den bergig. Runt Agua Zarca är det ganska tätbefolkat, med 72 invånare per kvadratkilometer. Närmaste större samhälle är Apatzingán, 16,9 km söder om Agua Zarca. I omgivningarna runt Agua Zarca växer huvudsakligen savannskog.